# Ratusz w Pleszewie
Ratusz w Pleszewie – pleszewski ratusz jest budowlą klasycystyczną wybudowaną w 1835. Jest to budynek murowany, dwutraktowy, z podłużnym środkowym korytarzem, trzykondygnacyjny, nakryty dachem naczółkowym, z pierwotną fasadą od południa, urozmaiconą środkowym pseudoryzalitem z trójkątnym tympanonem. Ratusz był wielokrotnie przebudowywany, ostatnio w 1945. Od 1968 budynek znajduje się w rejestrze zabytków.
Już od końca l. 30. XIX w. częściowo na I i II piętrze mieścił się sąd, a w l. 70. XIX w. na parterze był areszt i siedziba policji z osobnym wejściem od zachodu. W 1905–1906 r. przebudowano schody wewnętrzne, a między 1906–1912 r. wzniesiono piętrowy, neoklasycystyczny aneks wschodni wg projektu „A. Peysera & Co. Baugeschäft”. W 1912 r. w ratuszu były „biura zarządu miejskiego, policyjne, kasa miejska, filia banku i sąd okręgowy”, a na poddaszu mieszkanie woźnego. W 1937–1938 r. budynek remontowany, a w czasie II wojny rozbudowany o podpiwniczenie pd. Po 1945 r. zlikwidowano otwór wejściowy od zachodu, a w 2004 r. wyremontowano wnętrza. Ratusz od 1968 r. znajduje się w rejestrze zabytków.
W 2024 roku przeszedł remont dachu oraz elewacji zewnętrznej pod okiem konserwatora zabytków.